# NGC 5039
NGC 5039 est une galaxie spirale située dans la constellation de la Vierge. Sa vitesse par rapport au fond diffus cosmologique est de 5 650 ± 50 km/s, ce qui correspond à une distance de Hubble de 83,3 ± 5,9 Mpc (∼272 millions d'al). NGC 5039 a été découverte par l'astronome américain Francis Leavenworth en 1887.

## Identification de NGC 5039
Le professeur Seligman soutient que la galaxie PGC 46064 est beaucoup trop pâle pour que ce soit celle qu'a observée Leavenworth. Selon lui, NGC 5039 serait plutôt la galaxie située au nord-est de NGC 5036, soit PGC 1062056. Toutes les autres sources consultées désignent PGC 46064 comme étant NGC 5039. Mais étrangement, la base de données NASA/IPAC indique que PGC 46064 et PGC 1062056 sont la même galaxie, soit NGC 5039.

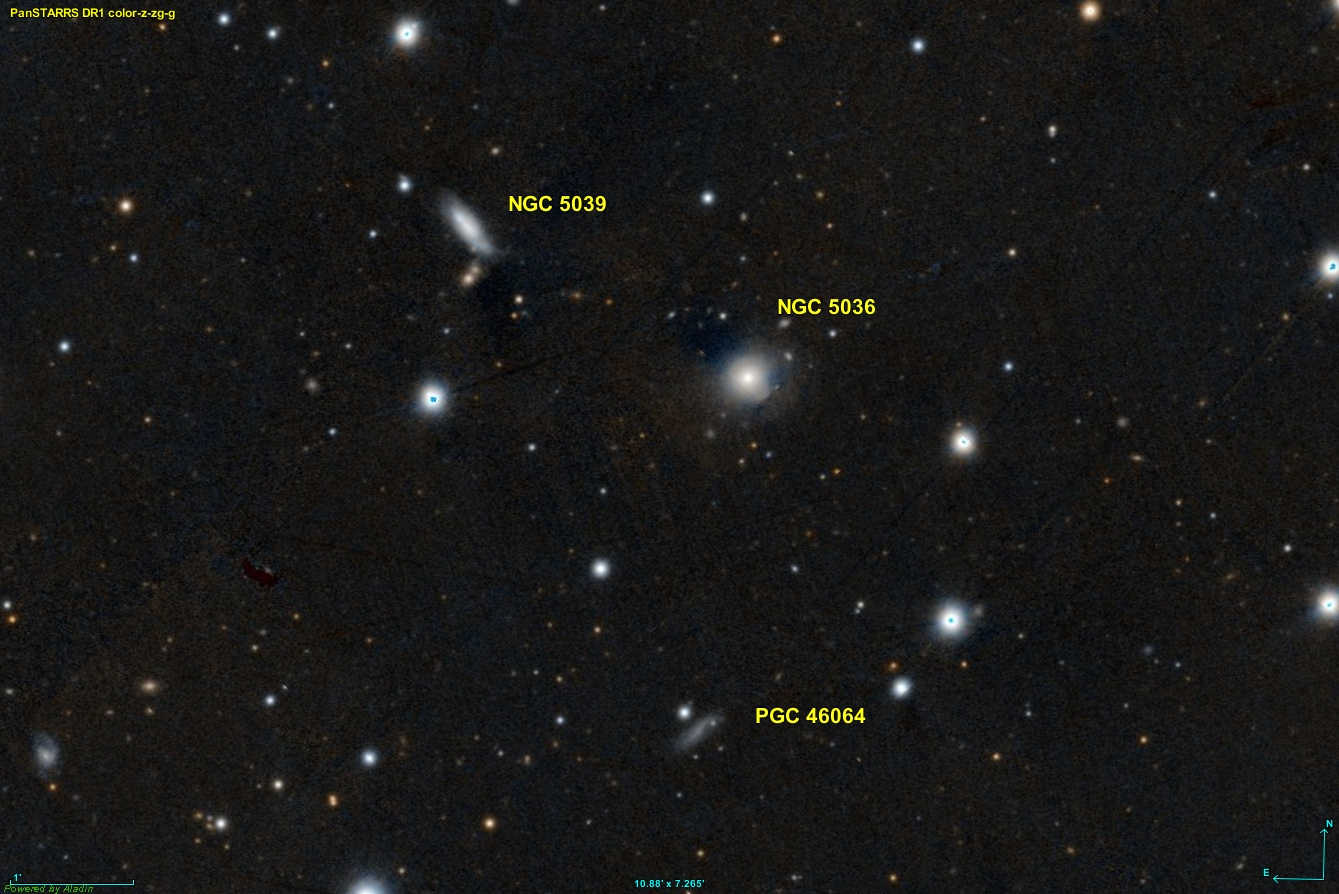
NGC 5039 serait plutôt la galaxie PGC 1062056.

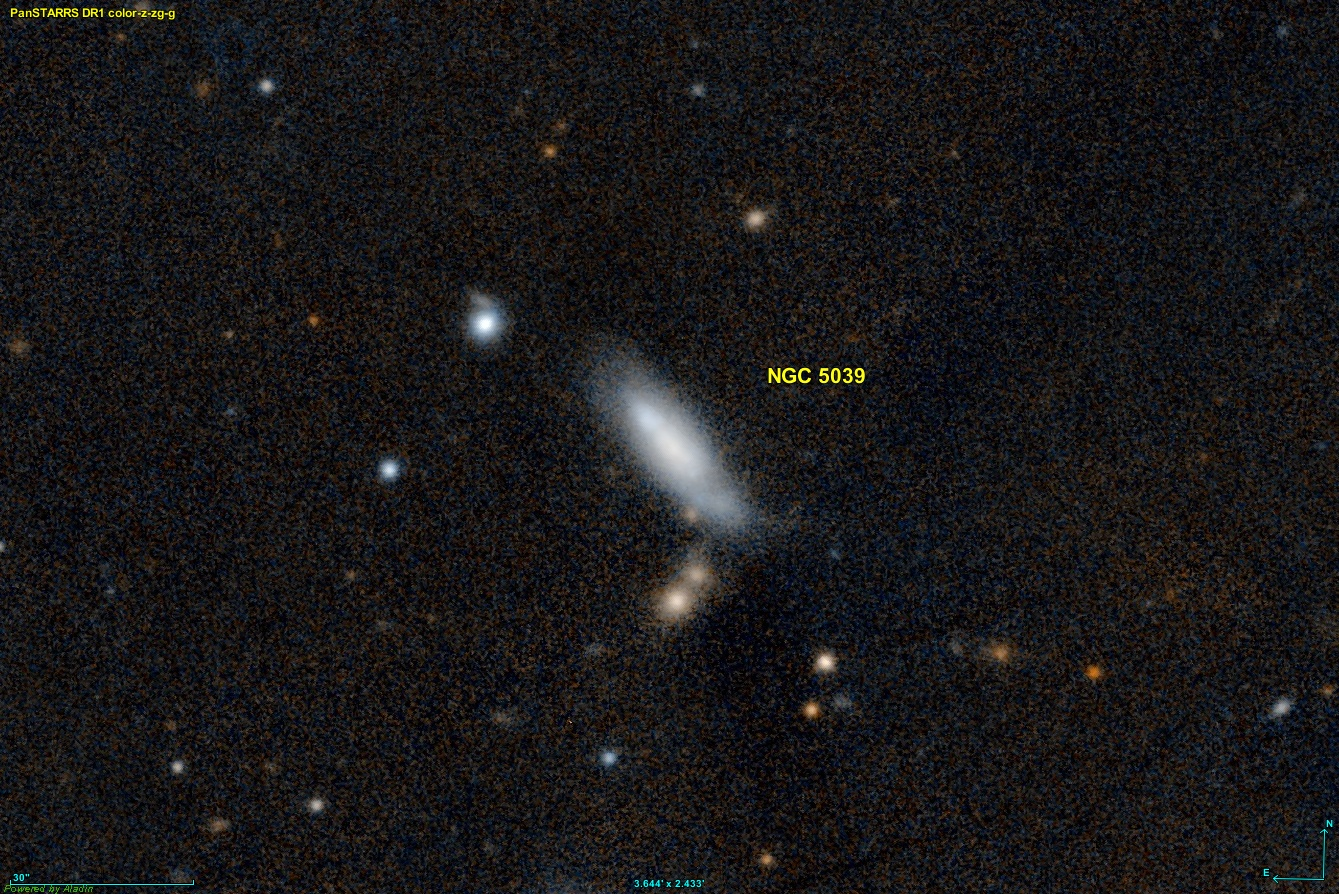
Gros plan sur la galaxie PGC 1062056 (NGC 5039?)